# Hokuto no Ken

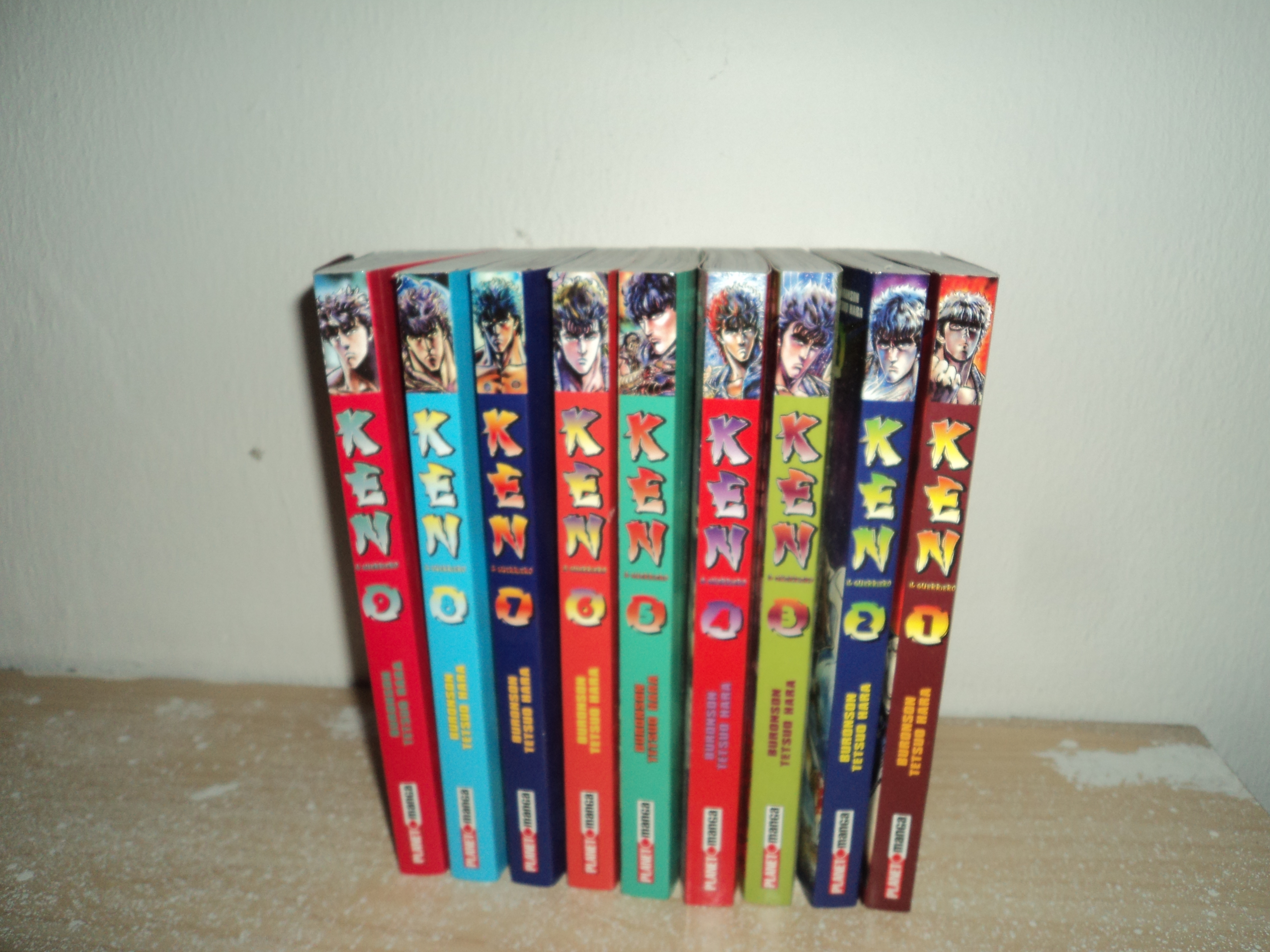
Hokuto no Ken, enkele uitgaven.

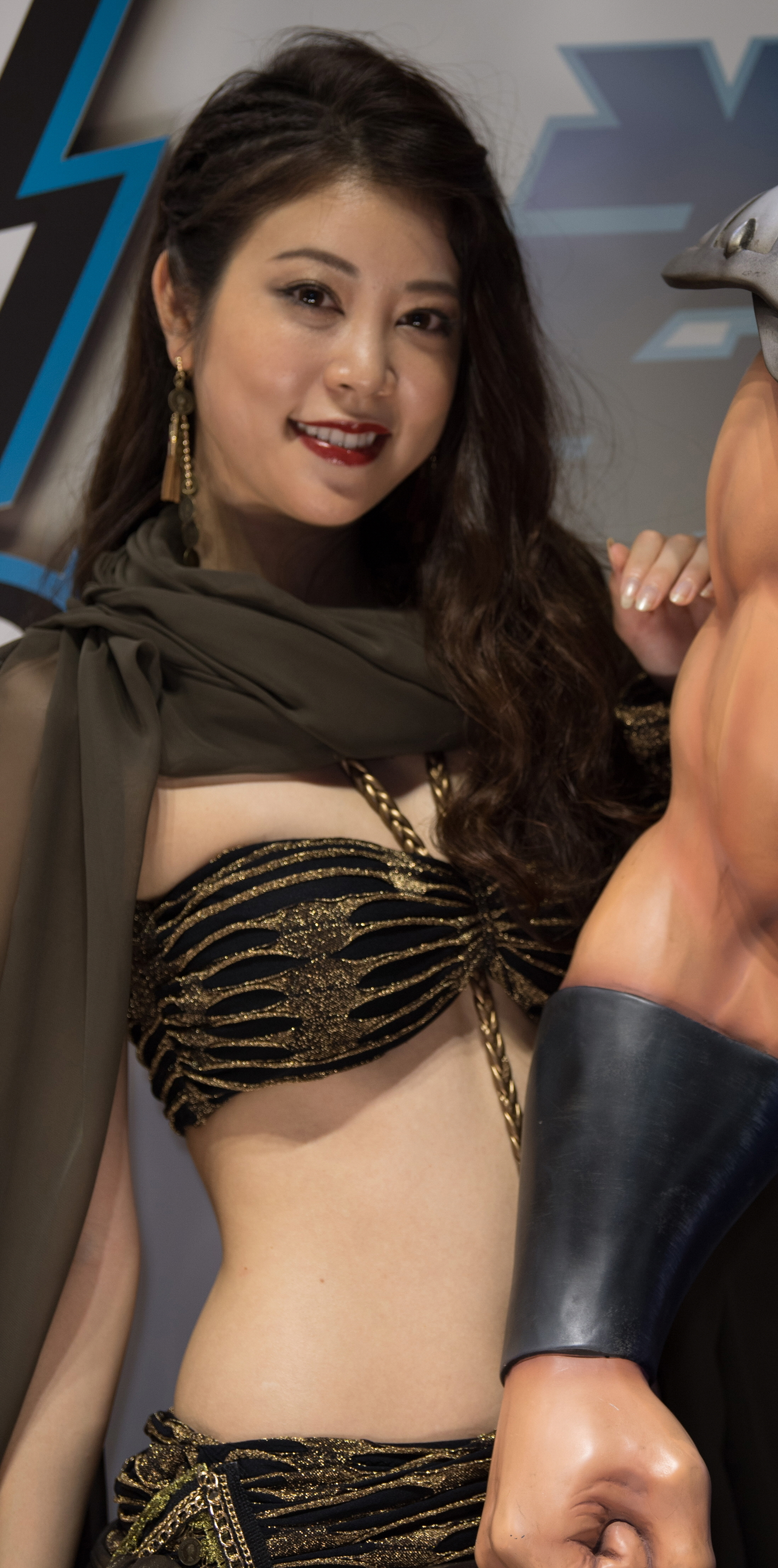
Een vrouw naast een standbeeld van Kenshiro, in de Tokyo Game Show.

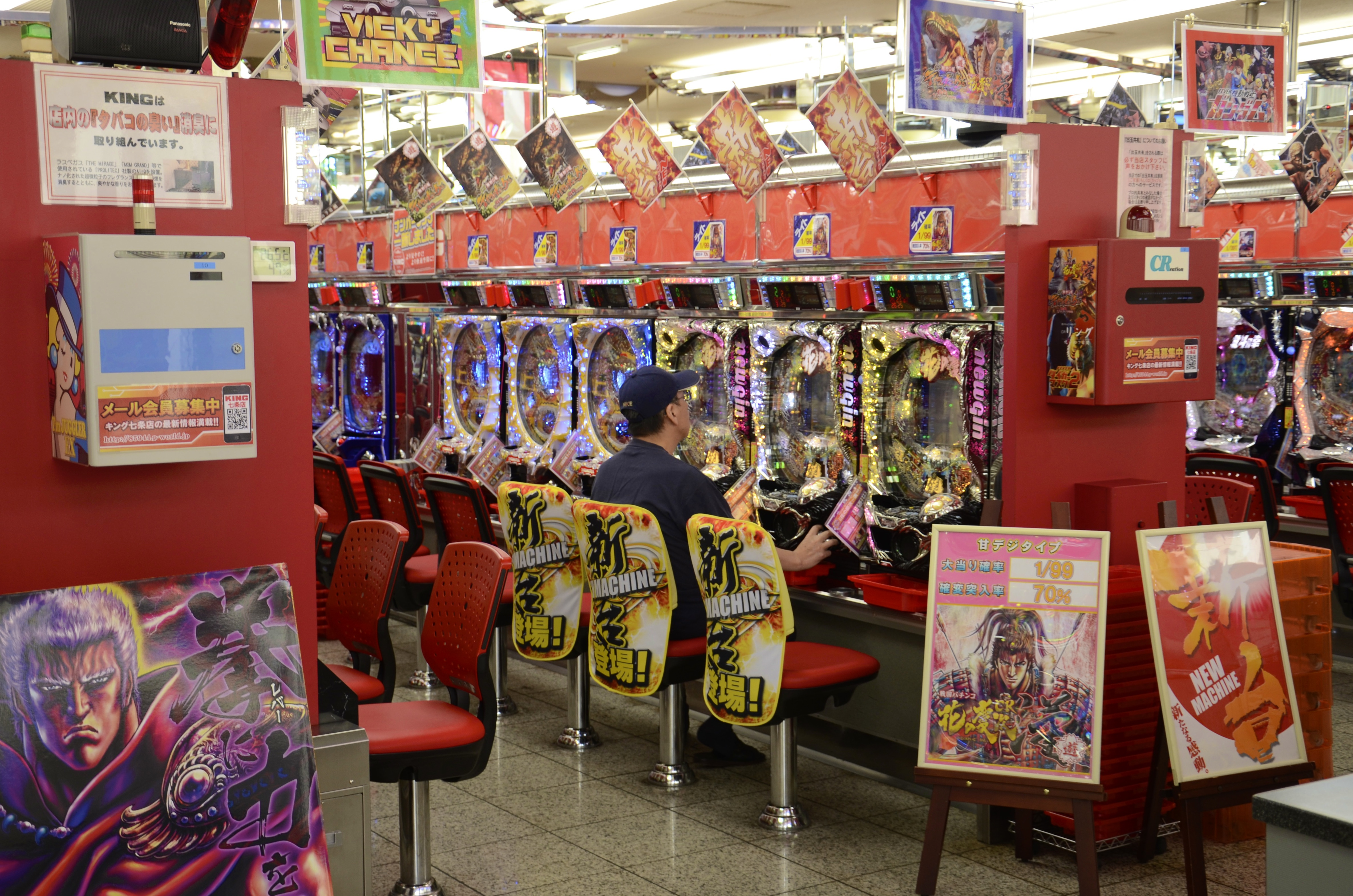
Pachinko machines in het thema van Hokuto no Ken.

Hokuto no Ken (Japans: 北斗の拳), (Engels: Fist of the North Star), (Frans: Ken le Survivant) (Nederlands: Vuist van de Poolster) is een Japanse manga geschreven door Yoshiyuki Okamura en geïllustreerd door Tetsuo Hara. De manga werd wekelijks uitgegeven in Shūkan Shōnen Janpu. In totaal werden er 245 nummers gepubliceerd, van 1983 tot 1988.
De manga werd beïnvloed door zowel Mad Max en Bruce Lee.

## Verhaal
Het verhaal speelt zich af in een post-apocalyptische wereld waarin enkel de "sterksten" overleven. Kenshiro, het hoofdpersonage, is de 64ste opvolger van de Hokuto Shin Ken-stijl (北斗神拳). Dit is een 1800 jaar oude vechtstijl die overeenkomsten vertoont met acupunctuur.

## Anime
Op de manga is er een anime gebaseerd die geproduceerd werd door Toei animation.

## Personages
Naast het hoofdpersonage zijn er geen vaste personages.
- Kenshiro, het hoofdpersonage.
- Rei was een tijdelijk personage die de vechtstijl "Ster van gerechtigheid" (義 星Gisei ) had.[2]

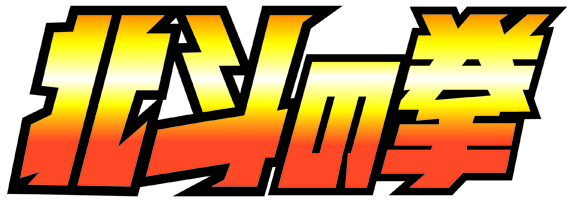
Het logo uit de anime.

## Nalatenschap
- De reeks begon een trend van series met de typische shonen personages (overeenstemmend met Dragonball).
- Het hoofdpersonage, Kenshiro, huilde in de manga; indertijd was dit vernieuwend. Daarmee werd er gebroken met het idee dat sterke mannen niet mogen huilen.
- Hirohiko Araki was geïnspireerd door Hokuto no Ken; dit is het meest zichtbaar in zijn beginstijl.
- Kentaro Miura was geïnspireerd door Hokuto no Ken.
- Deze reeks staat nummer zeven op de lijst van de bestverkochte manga in Japan.[1]

- MusicBrainz: ea0c2127-2d30-421d-8473-97fbf37e24a6